# Isao Inokuma
Isao Inokuma –en japonés, 猪熊 功, Inokuma Isao– (Jokosuka, 4 de febrero de 1938-Tokio, 28 de septiembre de 2001) fue un deportista japonés que compitió en judo. Participó en los Juegos Olímpicos de Tokio 1964, obteniendo una medalla de oro en la categoría de +80 kg. Ganó una medalla de oro en el Campeonato Mundial de Judo de 1965.

## Biografía
Nacido en Jokosuka, cerca de Tokio, en 1938, Isao Inokuma empezó en el mundo del yudo a los 15 años y a los 18 ya había obtenido el 4º Dan mientras cursaba sus estudios en la Universidad de Tsukuba, lo que le hizo decidirse a poner todo su entusiasmo y dedicación al yudo. Tal como escribió en la revista Best Judo (Kodansha): «De niño era más bien enfermizo y no tenía demasiada fortaleza mental, pero tenía un gran espíritu y me hice la promesa de que nunca me dejaría derrotar por nadie, y esta promesa me ayudó mucho en mi yudo durante mis estudios».
A partir de 1957 fue entrenado por el judoca estadounidense de 6º Dan y autor Donn F. Draeger, quien le introdujo en el entrenamiento pesado, que aunque ya los había practicado, no con la planificación y sistemática progresión que había ideado Donn. Esto le permitió ganar la fortaleza mental e incrementar su peso y fuerza.
En 1959, a los 21 años, ganó el Campeonato Nacional en la categoría open y se convirtió en el campeón más joven de la historia, marca que conservó hasta 1977 cuando Yasuhiro Yamashita, a la edad de 18 años, le arrebató esa distinción. En 1964 alcanzó la medalla de oro en los Juegos Olímpicos al vencer en la final de la categoría pesada al enorme canadiense Doug Rogers, que pesaba 33 kg más que él. Todo ello ante la presencia del Emperador de Japón, que por un día abandonó sus obligaciones por el yudo, concretamente por Inokuma.
Al año siguiente, en 1965, Inokuma participó en la Copa del Mundo de Río de Janeiro en la categoría Open, con al esperanza de enfrentarse al legendario gigante holandés Anton Geesink, que pesaba 40 Kilos más que Inokuma y que el año anterior había roto los sueños japoneses de conseguir en los Juegos celebrados en su país, la medalla de oro en todas las categorías, al imponerse en la categoría Open. Pero Anton, que el día anterior se había proclamado campeón en la categoría pesada habiendo ganado a los judocas japoneses Sakaguchi y Matsunaga solo por decisión arbitral, sorprendió al mundo con el anuncio de su retirada. Esto impidió a Inokuma cumplir su sueño pero le facilitó el camino y acabó proclamándose campeón de la categoría Open.
Dio por finalizada su carrera en 1966, con solo 27 años. A partir de aquí Isao Inokuma se convirtió en el mánager general del club de yudo de la Universidad de Tokio, dedicándose a descubrir nuevas promesas del yudo japonés y convirtiéndose en el entrenador de Nobuyuki Sato quien luego se proclamó campeón del mundo en Salt Lake City en 1967.
En 1973 se convirtió en el profesor de educación física de la Universidad de Tokai, y bajo la dirección del Presidente Matsumae, estableció un nuevo departamento de artes marciales que estaba centrado principalmente en el yudo. Incorporó a Noboyuki Sato como instructor en jefe y bajo el liderato de Inokuma se convirtió en el club de yudo n.º 1 indiscutible del Japón. El trabajo dio sus frutos con el segundo Campeonato Mundial de Sato en 1973 y el dominio del yudo mundial de Yasuhiro Yamashita hasta 1985, año de su retiro.
En 1979 Inokuma, con su apoyo, fue de vital importancia para que Matsumae consiguiera la presidencia de la Federación Mundial de Judo. A la muerte de este Inokuma heredó de él la compañía de construcción presidencia de la Tokai Kensetsu, aunque siguió vinculado estrechamente al mundo del yudo como apoderado de la International Budo University y miembro de la Federación de Judo del Japón.
El 28 de septiembre de 2001 Isao Inokuma se hizo el seppuku. Tenía 63 años y dejó mujer e hijo. De esta manera terminó la vida de una de las leyendas del yudo japonés y mundial. En el recuerdo quedaron sus grandes victorias nacionales e internacionales, su yudo agresivo y sus Ippon seoi nage, sin duda su técnica favorita.

## Palmarés internacional
| Juegos Olímpicos   | Juegos Olímpicos        | Juegos Olímpicos | Juegos Olímpicos |
| Año                | Lugar                   | Medalla          | Categoría        |
| ------------------ | ----------------------- | ---------------- | ---------------- |
| 1964               | Tokio (Japón)           | Medalla de oro   | +80 kg           |
| Campeonato Mundial |                         |                  |                  |
| Año                | Lugar                   | Medalla          | Categoría        |
| 1965               | Río de Janeiro (Brasil) | Medalla de oro   | Abierta          |